# Comisión de indulto, derecho de gracia y conmutación de penas para los casos de terrorismo y traición a la patria
La Comisión de indulto, derecho de gracia y conmutación de penas para los casos de terrorismo y traición a la patria, también conocida como Comisión de Indulto, Derecho de Gracia y Conmutación de Penas o Comisión N° 27234, conocida informalmente como Comisión Lanssiers, fue una comisión establecida para la concesión de indultos a personas procesadas por los delitos de terrorismo y traición a la Patria. Aunque sus orígenes datan del año 2000, durante el gobierno de Alberto Fujimori, dicho proceso fue suspendido para después ser retomado durante el gobierno de Valentín Paniagua hasta el gobierno de Alejandro Toledo. Igual que su predecesora, la Comisión Ad Hoc de Indultos, estuvo integrada por el sacerdote Hubert Lanssiers y fue conocida informalmente como «comisión Lanssiers».

## Antecedentes
En el año 1999, las funciones de la Comisión Ad Hoc de Indultos fueron transferidas al Consejo Nacional de Derechos Humanos (CNDH) del Ministerio de Justicia (MINJUS) mediante Ley N° 27234, estableciéndose que la referida ley entrara en vigencia el 1 de enero del 2000. El 23 de junio del año 2000, durante el gobierno de Alberto Fujimori, mediante Decreto Supremo N° 003-2000-JUS, se aprobó el Reglamento del CNDH, encomendándosele la función de recomendar al presidente sobre materia referida a indultos, derechos de gracia y conmutación de penas. Se estableció al ministro de justicia, o quien éste designe, como líder de la CNDH y el establecimiento de la "Comisión de indulto, derecho de gracia y conmutación de penas", como órgano de la CNDH. Sin embargo, el proceso fue suspendido.

## Historia
El 27 de abril del año 2001, durante el gobierno de Valentín Paniagua, mediante Decreto Supremo N°015-2001-JUS, se aprobó un nuevo reglamento para la CNDH. El objetivo de la comisión fue retomar las labores de la Comisión Lanssiers, cuyo mandato había expirado en el año 1999. Paralelamente, el MINJUS empezó a desarrollar proyectos de reforma de la legislación antiterrorista. Los integrantes de la comisión fueron designados por Paniagua y Diego García-Sayán, entonces ministro de justicia, siendo éstos:
- Javier Ciurlizza, presidente de la Comisión y asesor de García-Sayán
- Hubert Lanssiers, sacerdote y miembro de la anterior Comisión de Indultos
- Wilfredo Pedraza, como representante de la Defensoría del Pueblo
- Ernesto de la Jara, fundador del Instituto de Defensa Legal (IDL)

Entre los presos indultados a través de la comisión estuvo Yehude Simon. Los casos fueron defendidos por abogados de Lanssiers y de organismos de derechos humanos, siendo, por parte de IDL, Carlos Rivera y Ronald Gamarra partícipes de la defensa de los casos. Posteriormente, mediante Decreto Supremo N° 002-2002-JUS, se creó la Comisión Especial de Asistencia a los Indultados Inocentes  (CEAII), encomendándosele la elaboración de un plan de reparaciones para las personas indultadas tanto de la Comisión Lanssiers como de la Comisión N° 27234.